# Palau Barbarigo Nani Mocenigo
El Palau Barbarigo Nani Mocenigo és un palau de Venècia, situat al barri de Dorsoduro, al llarg de la Fondamenta Nani al canal de San Trovaso, prop de la plaça del mateix nom.

## Història
El palau data del segle XV i va ser la residència de la família Barbarigo.
Formava part del dot que Elena Barbarigo, filla del dux Agostino, va portar al seu marit Giorgio Nani. D'aquests va passar al seu fill Bernardo, fundador de la branca de la família anomenada "di San Trovaso".
A la primera meitat del segle XIX, la família Nani "di San Trovaso" es va extingir i el complex es va convertir en la llar de parents llunyans, Nani Mocenigo, que anteriorment vivien en un palau als Fondamenta de Cannaregio.
Una part de l'edifici encara pertany a aquesta família, mentre que la resta va ser adquirida per la Universitat Ca' Foscari, que el va convertir en la seu del "Departament d'Estudis Italians", amb una biblioteca annexa. Des del 2007, el departament d'humanitats de la Facultat de Lletres i Filosofia s'ha concentrat al Palau Malcanton Marcorà i l'edifici ha romàs buit, de vegades llogat a turistes "d'alta gamma".

## Arquitectura
El palau és un exemple perfecte d'un edifici d'estil gòtic venecià dels segles XIV-XV, seguint un estil que arriba al seu punt àlgid a Ca' Bernardo. La façana, de tres nivells amb un entresol, s'obre a la planta baixa a través de dos portals gòtics, un central i un altre, més petit, a l'esquerra. Els dos pisos principals tenen, centrats entre dos parells de finestres ogivals monòfores, dues finestres quadrifores superposades amb balustrades.
A la part dreta de la teulada hi ha una terrassa, amb vistes a San Trovaso i a la zona del canal de la Giudecca.